# Gernot Böhme
 Der er for få eller ingen kildehenvisninger i denne artikel, hvilket er et problem. Du kan hjælpe ved at angive troværdige kilder til de påstande, som fremføres i artiklen.

Gernot Böhme (født 3. januar 1937 i Dessau, død 20. januar 2022) var en tysk filosof og fænomenolog. Hans analyse af atmosfærebegrebet bruges bl.a. inden for arkitektur.

## Værker
- Med Hartmut Böhme: Das Andere der Vernunft. Zur Entwicklung von Rationalitätsstrukturen am Beispiel Kants. Frankfurt am Main 1983. (2. Auflage. 1985, 3. Auflage. 1989, 5. Auflage. 2007)
- Med Hartmut Böhme: Feuer, Wasser, Erde, Luft : eine Kulturgeschichte der Elemente. C. H. Beck, München 1996, (Taschenbuch 2004)
- Anthropologie in pragmatischer Hinsicht, Verlag Suhrkamp Frankfurt a.M. 1985 ISBN 3-518-11301-1

### Som udgiver.
- Klassiker der Naturphilosophie. Beck, München 1989.
- Atmosphäre: Essays zur neuen Ästhetik. Frankfurt am Main 1995, ISBN 3-518-11927-3.
- Theorie des Bildes. Fink, München 1999.
- Aisthetik. Fink, München 2001.
- Die Natur vor uns. Naturphilosophie in pragmatischer Hinsicht. Kusterdingen 2002, ISBN 3-906336-33-6.
- Leibsein als Aufgabe. Leibphilosophie in pragmatischer Hinsicht. Kusterdingen 2003, ISBN 3-906336-38-7.
- Platons theoretische Philosophie. WBG, Darmstadt 2004.
- Goethes Faust als philosophischer Text. Die Graue Edition, Kusterdingen 2005.
- mit Farideh Akashe-Böhme: Mit Krankheit leben. Von der Kunst, mit Schmerz und Leid umzugehen. München 2005, ISBN 3-406-52790-6.
- Med Gregor Schiemann og Dieter Mersch (Hrsg.): Platon im nach-metaphysischen Zeitalter. WBG, Darmstadt 2006.
- Architektur und Atmosphäre. München 2006, ISBN 3-7705-4343-2.
- Med Gisbert Hoffmann: Benn und Wir. Existentielle Interpretationen zu Gedichten von Gottfried Benn. Berlin 2007, ISBN 978-3-936532-81-4.
- Invasive Technisierung. Technikphilosophie und Technikkritik. Kusterdingen 2008, ISBN 978-3-906336-50-3.
- Med W. R. Lafleur og S. Shimazono (Hrsg.): Fragwürdige Medizin. Unmoralische Forschung in Deutschland, Japan und den USA im 20. Jahrhundert. Frankfurt am Main 2008, ISBN 978-3-593-38582-2.
- Ethik leiblicher Existenz. Über unseren moralischen Umgang mit der eigenen Natur. Suhrkamp, Frankfurt am Main 2008, ISBN 978-3-518-29480-2
- (Udg..) Kritik der Leistungsgesellschaft. Bielefeld und Basel 2010, ISBN 978-3-89528-797-8
- Geschichte im Querblick. Die Weimarer Republik in der Perspektive eines Zeitgenossen. Paderborn: Schöningh 2012, ISBN 978-3-506-77323-4
- (Udg.), Alternative Wirtschaftsformen. Bielefeld 2012, ISBN 978-3-89528-931-6
- Ich-Selbst. Über die Formation des Subjektes. München 2012. ISBN 978-3-7705-5386-0
- Bewußtseinsformen. Paderborn: Wilhelm Fink Verlag 2013. ISBN 978-3-7705-5530-7